# اوس-ان-بره
اوس-ان-بره (به فرانسوی: Avesnes-en-Bray) یک کمون در فرانسه است که در سن-ماریتیم واقع شده‌است. اوس-ان-بره ۱۱٫۹ کیلومتر مربع مساحت دارد ۱۳۶ متر بالاتر از سطح دریا واقع شده‌است.